# Denys Monastyrski
Denys Anatolijowycz Monastyrski, ukr. Денис Анатолійович Монастирський (ur. 12 czerwca 1980 w Chmielnickim, zm. 18 stycznia 2023 w Browarach) – ukraiński polityk, prawnik i nauczyciel akademicki, deputowany, w latach 2021–2023 minister spraw wewnętrznych. Zginął w katastrofie śmigłowca w trakcie pełnienia funkcji ministra.

## Życiorys
W 2002 ukończył studia prawnicze w Chmielnickim Uniwersytecie Zarządzania i Prawa, kształcił się też w instytucie państwa i prawa NANU. W 2009 uzyskał doktorat z nauk prawnych. Został nauczycielem akademickim na macierzystej uczelni, obejmował stanowiska docenta i kierownika katedry. Praktykował także w różnych kancelariach prawniczych. W 2016 został ekspertem do spraw reformy wymiaru sprawiedliwości w think tanku „Ukraiński Instytut Przyszłości”.
W wyborach parlamentarnych w 2019 z ramienia prezydenckiego ugrupowania Sługa Ludu uzyskał mandat posła do Rady Najwyższej IX kadencji. W lipcu 2021 objął stanowisko ministra spraw wewnętrznych w rządzie Denysa Szmyhala; zastąpił na tej funkcji Arsena Awakowa.
Zginął w trakcie inwazji Rosji na Ukrainę 18 stycznia 2023 w katastrofie śmigłowca w Browarach.

## Odznaczenia
Odznaczony Orderem „Za zasługi” III klasy (2022).